# Digitalradiokommittén
Digitalradiokommittén är den av Sveriges regering utsedda parlamentariska kommitté som år 2002 fick i uppdrag att göra en samlad analys av den digitala radions framtidsförutsättningar och ta ställning till den digitala radions framtid.

## Juni 2002 - Regeringen tillsätter digitalradiokommittén
Den 19 juni 2002 beslutade regeringen genom tilläggsdirektiv (dir. 2002:85) att digitalradioutredningen (Ku 2001:03) skulle utföra sitt arbete som en parlamentarisk kommitté. Uppdraget utgjorde en fortsättning på det arbete som genomförts av en särskild utredare och som redovisats i delbetänkandet Digital radio. 
Kommitténs direktiv var att göra en analys av framtidsförutsättningarna för och konsekvenserna av den digitala radion utifrån följande alternativ; införande av DAB-sändningar i större skala, en etappvis utveckling av DAB-sändningar och upphörande av DAB-sändningar. 
Analysen skulle göras utifrån bedömningar av bl.a. intresset hos programföretagen, konsumenterna, tillverkningsindustrin och handeln, kostnader och ekonomiska konsekvenser, utvecklingen hos olika sändningstekniker, utvecklingen av digital radio i andra länder samt mediepolitiska och konsumentpolitiska konsekvenser.

## De som deltog i det parlamentariska arbetet
Genom beslut den 20 juni 2002 förordnade chefen för Kulturdepartementet, statsrådet Marita Ulvskog, kanslirådet Henrik Selin som ordförande i kommittén. Som övriga ledamöter förordnades samma dag riksdagsledamöterna Annika Nilsson, Kenth Högström, Birgitta Sellén och Dan Kihlström samt dåvarande partisekreteraren Johan Jakobsson, f.d. riksdagsledamöterna Ewa Larsson, Charlotta Bjälkebring och Ola Karlsson. 
Som experter förordnades verksjuristen Malin Wallin, kanslirådet Maria Eka, kanslirådet Åsa Finnström och departementssekreteraren Ingolf Berg. Genom beslut den 12 november 2002 entledigades Åsa Finnström och samma dag förordnades departementssekreteraren Sofia Lidström som expert i kommittén. Henrik Selins förordnande gällde t.o.m. den 31 december 2002. Genom beslut den 28 januari 2003 förordnades generalsekreterare Anders Ljunggren som ordförande fr.o.m. den 1 februari 2003. 
Den 13 januari 2004 beslutades om entledigande av Sofia Lidström med verkan fr.o.m. den 1 januari 2004. Genom beslut den 13 januari 2004 förordnades Åsa Finnström som expert fr.o.m. den 12 januari 2004. Genom beslut den 29 oktober 2002 förordnades hovrättsassessorn Magnus Haglund som kommittésekreterare fr. o. m. den 1 november 2002. Förordnandet gällde t.o.m. den 25 januari 2004. Kammarrättsassessorn Christina Ridderman Karlsson förordnades den 31 mars 2003 som sekreterare i kommittén fr.o.m. den 1 april 2003.

## Februari 2004 - Digitalradiokommitténs slutbetänkande
Den 18 februari 2004 överlämnade Digitalradiokommitténs ordförande Anders Ljungren slutbetänkandet Digital Radio, SOU 2004:16 , till kulturminister Marita Ulvskog.
Slutbetänkandet tog i sin analys ställning till att 
- Digitaliseringen av ljudradion i Sverige bör fortsätta
- Sändningsstandarden för digitalradio bör baseras på tekniken Eureka 147 DAB
- En etappvis utbyggnad av DAB-sändningarna bör påbörjas omedelbart
- Sändningstillstånd för digitalradio bör ges även till privata programbolag
- De privata programbolag som påbörjar digitalradiosändningar bör få ekonomiska lättnader i form av sänkta analoga koncessionsavgifter

Enligt kommitténs bedömning bör det på sikt byggas upp digitala plattformar som i vart fall har motsvarande täckning som FM-näten. Däremot ansågs det inte finnas behov eller underlag att fastlägga någon bestämd tidpunkt när de analoga ljudradiosändningarna kan upphöra.
I slutbetänkandet föreslås att den första utbyggnadsetappen bör starta under år 2005-2008 och omfatta sändningar i Stockholms-, Göteborgs-, och Malmöområdena samt i Luleåregionen. Sveriges Radio AB bör under denna etapp förfoga över hela kapaciteten i det nationella DAB-nätet och cirka en tredjedel av kapaciteten i det regionalt nedbrytbara DAB-nätet. Övrig kapacitet i det regionala nätet bör upplåtas till de privata lokalradioföretagen. 
Kommittén ansåg att de fortsatta DAB-sändningarna borde utvärderas år 2008. I samband med denna utvärdering bör det prövas huruvida steg skall tas från ett innovationsperspektiv till ett teknikskiftesperspektiv; att inrikta politiken på att ersätta de nuvarande analoga sändningarna med digitala sändningar.

## December 2005 - Regeringen avslår betänkandet
I december 2005 (skr. 2005/06:66 ) tar dåvarande utbildnings- och kulturminister Leif Pagrotsky ställning till kommitténs förslag och gör då bedömningen att det inte är aktuellt att besluta om en utbyggnad av DAB-sändningarna. Som ett viktigt skäl till detta angavs att fördelar för konsumenterna inte är klarlagda och att det finns andra tekniska lösningar för digital radio som inte prövats fullt ut. 
Beskedet tas inte väl emot av företrädare för den svenska radiobranschen. Sveriges Radio såväl som de privata programbolagen ställer sig frågande till beskedet från utbildnings- och kulturminister Leif Pagrotsky. Inget besked ges heller om vad som ska ske med det befintliga DAB-nätet, som nu är utbyggt att täcka 85 procent av befolkningen men sedan 2001, efter beslut av riksdagen, endast når 35 procent i Stockholm, Göteborg, Malmö och Luleå.
I ett pressutskick från Sveriges Radio meddelar dåvarande vd Peter Örn:
- I dagens situation är det svårt att föreställa sig att alternativa tekniker under överskådlig tid ska bli mer än ett komplement till marksänd rundradio. I dag lyssnar tex 80 procent av befolkningen dagligen på FM (rundradio) och bara några procent lyssnar dagligen på webbradio - 12,5 procent per vecka. 
- Broadcasting, d.v.s. marksänd rundradio har en viktig demokratisk dimension, den är billig, den är tillgänglig för alla, överallt, utan extra kostnader. Och radion har den rörlighet som andra medier - inte minst tv - avundas den, säger Peter Örn. 
Under samma vecka som de svenska regeringen backar från ett av radiobranschen och digitalradiokommittens efterlängtat besked meddelar den norska regeringen klartecken för DAB-utbyggnad. Möjligen är det tryck från radiobranschen som leder till att regeringskansliet delvis backar från beskedet. Snabbt tar de fram direktiv och ger Radio- och TV-verket (Rtvv) i uppdrag att följa teknikutvecklingen inom digital radio. Rtvv redovisar en första delrapport i juni 2006 och uppdraget ska slutredovisas i juni 2008.

## December 2006 - Regeringen ger tillstånd till fortsatta DAB-sändningar
I december 2006 står det klart att regeringen förlänger Sveriges Radios sändningstillstånd för utsändning av den digitala radion, DAB. 
Det tidigare sändningstillståndet gällde fram till årsskiftet 2006/2007 och fram till beslutet i december 2006 uppstår spekulationer huruvida sändningarna skulle avslutas eller inte. 
Utsändningen av digitalradio (DAB) fortsätter som tidigare på en rikstäckande frekvens i Stockholm, Göteborg, Malmö och Älvsbyn och når potentiellt ca 35 procent av den svenska befolkningen. Det nya sändningstillståndet ger även möjlighet till regionala sändningar samt testverksamhet för digital radio. Tillståndet för digitalradiosändningarna löper, i likhet med tillståndet för FM, fram till den 31 december 2009.